# ميتال سلج: ساكند ميشن
ميتال سلج: ساكند ميشن (بالإنجليزية: Metal Slug 2nd Mission)‏ ، هي لعبة إلكترونية من نوع أقتل وأجري أنتجها شركة إس إن كاي اليابانية سنة 2000م، وهي الجزء الثاني الفرعي من سلسلة ميتال سلج.

## وصلات خارجية
- ميتال سلج: ساكند ميشن على موبي غيمز